# Eric Alsmark
Eric Per Gustaf Alsmark, född 19 juni 1911, död 1950, var en svensk konstnär.
Alsmark utbildades vid Skånska målarskolan i Malmö och vid Högre konstindustriella skolan och i Paris vid Maison Watteau. Han ägnade sig främst åt figurmåleri och landskap med starkt förenklat formspråk i dova, mörka främst brunvioletta toner.